# ۳۴۶ (قمری)
۳۴۶ (قمری)، سیصد و چهل و ششمین سال در گاهشماری هجری قمری است. اول محرم این سال برابر با نهم آوریل سال ۹۵۷ میلادی است.

## وابسته
- علی بن حسین مسعودی
- ادریسیان